# مدرسه کسب‌وکار

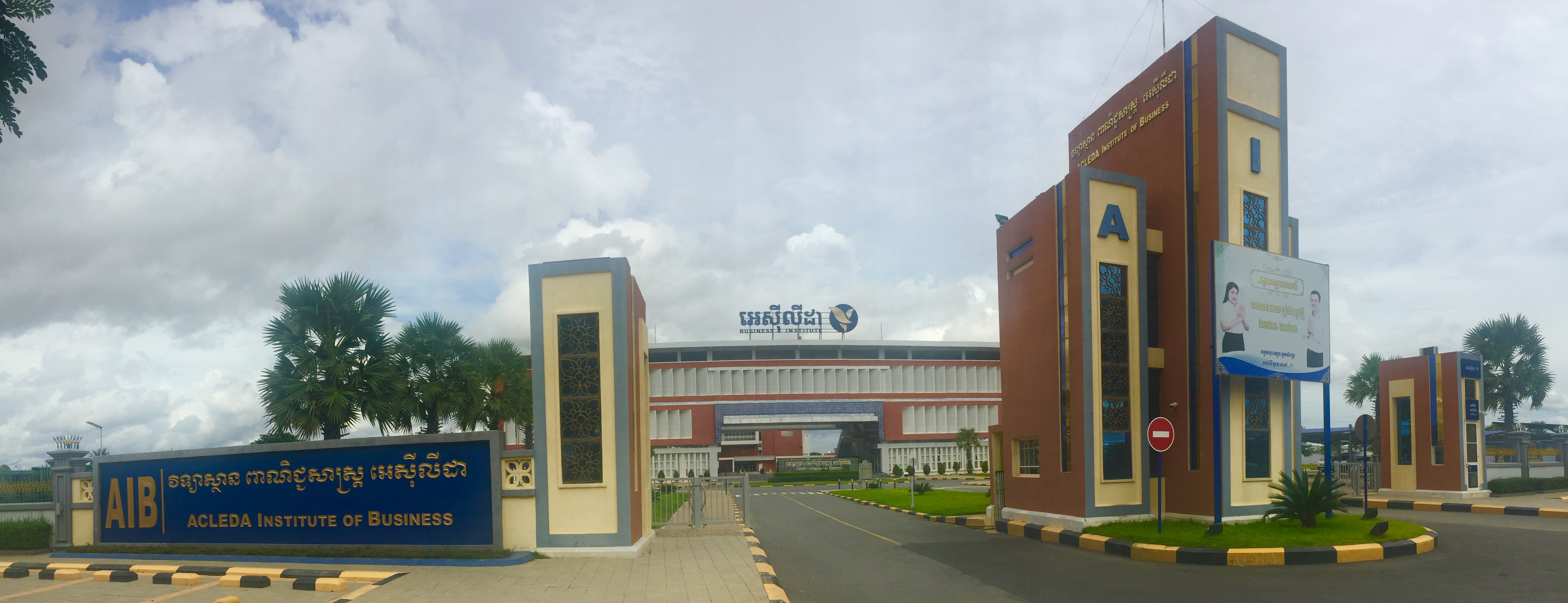
مدرسه کسب و کار مرجع علم و دانش در رابطه با محیط در امدی زندگی مان است که چگونگی زند گی خود را ادامه دهیم

مدرسه کسب‌وکار (انگلیسی: Business school) یا مدرسه تجارت، گونه‌ای از موسسات دانشگاهی یا دانشکده‌ها است، که مدارک مرتبط با رشته مدیریت کسب‌وکار یا مدیریت را ارائه می‌دهد. مدارس تجاری اغلب موسسات آموزشی می‌باشند، که دوره‌های آموزشی و برنامه‌های مربوط به حوزه کسب‌وکار و دانش مدیریت را ارائه می‌نمایند. در مدارس کسب‌وکار اغلب موضوعاتی مانند حسابداری، مدیریت راهبردی، علم اقتصاد، مدیریت اجرایی کسب و کار، مدیریت منابع انسانی، دانش مدیریت، بازاریابی، سامانه اطلاعاتی مدیریتی، تجارت بین‌المللی، روان‌شناسی صنعتی و سازمانی، روابط عمومی و امور مالی آموزش داده می‌شود.